# Sericipterus wucaiwanensis
Il sericittero (Sericipterus wucaiwanensis) è un rettile volante estinto, appartenente agli pterosauri. Visse nel Giurassico superiore (Oxfordiano, circa 160 milioni di anni fa) e i suoi resti fossili sono stati ritrovati in Cina.

## Descrizione
Questo animale doveva essere molto simile ad altri pterosauri giurassici dotati di una lunga coda, come Rhamphorhynchus; l'apertura alare dell'olotipo (noto come IVPP V14725 e consistente in ossa disarticolate e parzialmente rotte, ma conservatesi in tre dimensioni) è stata stimata in oltre 1,7 metri. Il cranio di Sericipterus è molto simile a quello dei "ranforincoidi" come Angustinaripterus e Harpactognathus, ma al contrario di questi possedeva tre creste ossee: una bassa cresta lungo il muso, una corta cresta parietale bassa sulla parte alta del cranio e una corta cresta trasversale che si connetteva al limite frontale della precedente. La cresta parietale è la prima ad essere documentata in uno pterosauro non pterodattiloide. Sericipterus è insolito anche per la presenza di una rosetta (sconosciuta negli altri "ranforincoidi"), ovvero la zona dell'apice delle mascelle leggermente allargata e dotata di due paia di lunghe zanne sporgenti, dietro le quali il muso si restringeva. Nella mascella superiore erano presenti altre cinque paia di denti posteriori, mentre nella mandibola l'esatto numero di denti è sconosciuto. Tranne il primo paio piuttosto diritto, gli altri denti erano ricurvi, molto appuntiti e ricoperti da smalto liscio; erano a sezione circolare ma dotati di due carene che funzionavano come margini taglienti.

## Classificazione
Sericipterus, descritto per la prima volta nel 2010 sulla base di fossili provenienti dalla formazione Shishugou (Cina) è considerato uno stretto parente di Angustinaripterus, anch'esso proveniente dalla Cina, nell'ambito della famiglia Rhamphorhynchidae. Questi due pterosauri, insieme ad altri come Rhamphorhynchus, facevano parte della sottofamiglia Rhamphorhynchinae che comprende i ranforinchidi più specializzati.

## Significato del nome
Il nome Sericipterus deriva dalla parola latina sericum ("seta"), con riferimento alla Via della seta, e dalla parola greca latinizzata "pteron" (ala). L'epiteto specifico si riferisce alla zona di Wucaiwan dove sono stati ritrovati i fossili, e significa "baia dai cinque colori" a causa della moltitudine di colori dei sedimenti.

## Paleobiologia
Sericipterus e i suoi stretti parenti erano pterosauri piuttosto grandi per la loro epoca (nel corso del Cretaceo appariranno i veri pterosauri giganti) e probabilmente erano predatori di piccoli animali nell'entroterra.